# Ibtissam
Cet article possède un paronyme, voir Ibtissem.
Ibtissem ou Ibtissam (en arabe : إبتسام) , est un prénom féminin d'origine arabe qui a pour signification : sourire, joie.
Ce prénom, qui est aussi un nom patronymique, est notamment porté par les personnalités suivantes :

## Personnalités portant ce prénom
- Ibtissame Azzaoui, une ingénieure et femme politique marocaine ;
- Ibtissam Bouharat, une footballeuse internationale marocaine ;
- Ibtissem Doudou, une lutteuse algérienne ;
- Ibtissam Farjia, une archère marocaine ;
- Ibtissem Guerda, une réalisatrice, scénariste et actrice française ;
- Ibtissam Jraidi, une footballeuse internationale marocaine ;
- Ibtissem Hannachi, une karatéka tunisienne ;
- Ibtissame Lachgar, une militante marocaine des droits de l'homme ;
- Ibtissam Marirhi, une tireuse sportive marocaine ;
- Ibtissam Merras, une femme politique marocaine ;
- Ibtissem Trimech, une rameuse d'aviron tunisienne.
- Ibtissam Zaoui, une judokate marocaine.